# Le bourgeois gentilhomme
El burgès gentilhome (en francès, Le bourgeois gentilhomme) és una comèdia-ballet en cinc actes en prosa de Molière i música de Jean-Baptiste Lully, representada per primera vegada el 14 d'octubre de 1670, davant la cort de Lluís XIV, al castell de Chambord.
Encarna el gènere de la comèdia-ballet a la perfecció i continua sent una de les obres mestres reagrupant els millors comediants i músics del seu temps. Responia al gust de l'època tractant temes turcs, quan l'Imperi Otomà era un assumpte de preocupació i al qual s'intentava domesticar. L'origen de l'obra està vinculat a l'escàndol provocat per l'ambaixador turc Suleyman Aga qui, en el moment de la seva visita a la cort de Lluís XIV el 1669, havia afirmat la superioritat de la cort otomana sobre la del rei sol. Els afegitons turcs han desaparegut a les representacions ulteriors.
A la creació, Molière interpretava el paper de Monsieur Jourdain, vestit de colors vius, guarnit amb puntes de plata i amb plomes multicolors. Lully interpretava el paper de dansa del mufti en el transcurs de la cerimònia turca del quart acte.